# Tomas Lidén
Tomas Lidén, född 3 september 1953, är en svensk konstnär som ingick i Walldagruppen i början på 1980-talet.
Tomas Lidén är utbildad på Konstfack i Stockholm 1976-80, och är verksam konstnär sedan början av 80-talet. Tomas Lidén målade tidigare abstrakt i blandteknik (olja, akrylfärg, lack, kemikalier), men utvecklade under 1990-talet en mer motivinriktad stil med diffusa landskap och ödsliga platser. Dessa framställdes med en lager på lager -teknik som fick verken att se eroderade ut. 
Tomas Lidén finns tillsammans med Walldagruppen representerade i Moderna museets samlingar.

## Utställningar
Utställningar i urval:
- 1984 – Lunds Konsthall (med Walldagruppen)
- 1986 – Galleri Subbau, Göteborg
- 1988 – Galleri Scanart, Berlin
- 1994 – Kulturhuset, Stockholm (saml)
- 1997 – Galleri Bergman, Stockholm
- 2005 – Vetlanda Museum
- 2006 – Lidingö konsthall